# Indonezja na Letnich Igrzyskach Olimpijskich 2020
Indonezję na Letnich Igrzyskach Olimpijskich 2020 reprezentowało 28 zawodników : 16 mężczyzn i 12 kobiety. Był to 16 start reprezentacji Indonezji na letnich igrzyskach olimpijskich.

## Zdobyte medale[3]
| Medal  | Zawodnik                       | Dyscyplina           | Konkurencja             | Rezultat                                                                     | Data       |
| ------ | ------------------------------ | -------------------- | ----------------------- | ---------------------------------------------------------------------------- | ---------- |
| Złoto  | Greysia Polii, Apriyani Rahayu | Badminton            | gra podwójna kobiet     | W finałowym pojedynku pokonały chiński debel Chen Qingchen, Jia Yifan 2:0    | 2 sierpnia |
| Srebro | Eko Yuli Irawan                | Podnoszenie ciężarów | waga do 61 kg mężczyzn  | 302 kg                                                                       | 25 lipca   |
| Brąz   | Windy Cantika Aisah            | Podnoszenie ciężarów | waga do 49 kg kobiet    | 194 kg                                                                       | 24 lipca   |
| Brąz   | Rahmat Erwin Abdullah          | Podnoszenie ciężarów | waga do 73 kg mężczyzn  | 342 kg                                                                       | 28 lipca   |
| Brąz   | Anthony Sinisuka Ginting       | Badminton            | gra pojedyncza mężczyzn | W pojedynku o brązowy medal pokonał reprezentanta Gwatemali Kevin Cordón 2:0 | 2 sierpnia |

## Skład kadry

### Badminton
| Zawodnik                                       | Konkurencja        | Faza grupowa                                   | Faza grupowa                               | Faza grupowa                                         | Pozycja | 1/8                          | Ćwierćfinały                                 | Półfinały                                     | Finał                                             | Finał   | Źródło                     |
| Zawodnik                                       | Konkurencja        | Przeciwnik Wynik                               | Przeciwnik Wynik                           | Przeciwnik Wynik                                     | Pozycja | Przeciwnik Wynik             | Przeciwnik Wynik                             | Przeciwnik Wynik                              | Przeciwnik Wynik                                  | Pozycja | Źródło                     |
| ---------------------------------------------- | ------------------ | ---------------------------------------------- | ------------------------------------------ | ---------------------------------------------------- | ------- | ---------------------------- | -------------------------------------------- | --------------------------------------------- | ------------------------------------------------- | ------- | -------------------------- |
| Anthony Sinisuka Ginting                       | gra pojedyncza (m) | Krausz 2-0 (21-13, 21-8)                       | Sirant 2-0 (21-12, 21-10)                  | N\A                                                  | 1.      | Tsuneyama 2-0 (21-18, 21-14) | Antonsen 2-1 (21-18, 15-21, 21-18)           | Chen Long 0-2 (16-21, 11-21)                  | Cordón 2-0 (21-11, 21-13)                         | brąz    | [ 4 ] [ 5 ] [ 6 ]          |
| Jonatan Christie                               | gra pojedyncza (m) | Mahmoud 2-0 (21-8, 21-14)                      | Loh Kean Yew 2-1 (22-20, 13-21, 21-18)     | N\A                                                  | 1.      | Shi Yuqi 0-2 (11-21, 9-21)   | NQ                                           | NQ                                            | NQ                                                | 9.      | [ 7 ] [ 5 ] [ 6 ]          |
| Gregoria Mariska Tunjung                       | gra pojedyncza (k) | Thuzar 2-0 (21-11, 21-8)                       | Tan 2-0 (21-11, 21-17)                     | N\A                                                  | 1.      | Intanon 0-2 (12-21, 19-21)   | NQ                                           | NQ                                            | NQ                                                | 9.      | [ 4 ] [ 5 ] [ 8 ]          |
| Marcus Fernaldi Gideon Kevin Sanjaya Sukamuljo | gra podwójna (m)   | Lane Vendy 2:0 (21-15, 21-11)                  | Rankireddy Shetty 2:0 (21-13, 21-12)       | Lee Yang Wang Chi-lin 1:2 (18-21, 21-15, 17-21)      | 1.      | N/A                          | Aaron Chia Soh Wooi Yik 0:2 (14-21, 17-21)   | NQ                                            | NQ                                                | 5.      | [ 9 ] [ 10 ] [ 11 ] [ 12 ] |
| Mohammad Ahsan Hendra Setiawan                 | gra podwójna (m)   | Ho-Shue Yakura 2:0 (21-12, 21-11)              | Aaron Chia Soh Wooi Yik 2:0 (21-16, 21-19) | Choi Sol-gyu Seo Seung-jae 2:1 (21-12, 19-21, 21-18) | 1.      | N/A                          | Kamura Sonoda 2:1 (21-14, 16-21, 21-9)       | Lee Yang Wang Chi-lin 0:2 (11-21, 10-21)      | Aaron Chia Soh Wooi Yik 1:2 (21-17, 17-21, 14-21) | 4.      | [ 9 ] [ 10 ] [ 11 ] [ 12 ] |
| Greysia Polii Apriyani Rahayu                  | gra podwójna (m)   | Chow Mei Kuan Lee Meng Yean 2:0 (21-14, 21-17) | Brich Smith 2:1 (18-21, 21-13, 21-18)      | Fukushima Hirota 2:1 (24-22, 13-21, 21-8)            | 1.      | N/A                          | Du Yue Li Yinhui 2:1 (21-15, 20-22, 21-17)   | Lee So-hee Shin Seung-chan 2:0 (21-19, 21-17) | Chen Qingchen Jia Yifan 1:2 (21-17, 18-21, 19-21) | złoto   | [ 9 ] [ 10 ] [ 13 ] [ 14 ] |
| Praveen Jordan Melati Daeva Oktavianti         | mikst              | Leung Somerville 2:1 (20-22, 21-11, 21-13)     | Christiansen Bøje 2:0 (24-22, 21-19)       | Yūta Watanabe Higashino 0:2 (13-21, 10-21)           | 2.      | N/A                          | Zheng Siwei Huang Yaqiong 0:2 (17-21, 15-21) | NQ                                            | NQ                                                | 5.      | [ 9 ] [ 15 ] [ 16 ] [ 17 ] |

### Lekkoatletyka
Konkurencje biegowe
| Zawodnik            | Konkurencja | Runda wstęepna | Runda wstęepna | Eliminacje | Eliminacje | Półfinał | Półfinał | Finał | Finał   | Źródło |
| Zawodnik            | Konkurencja | Wynik          | Miejsce        | Wynik      | Miejsce    | Wynik    | Miejsce  | Wynik | Miejsce | Źródło |
| ------------------- | ----------- | -------------- | -------------- | ---------- | ---------- | -------- | -------- | ----- | ------- | ------ |
| Lalu Muhammad Zohri | 100 m (m)   | N/A            | N/A            | 10,26      | 5.         | NQ       | NQ       | NQ    | NQ      | [ 18 ] |
| Alvin Tehupeiory    | 100 m (k)   | 11,89          | 3.             | 11,92      | 8.         | NQ       | NQ       | NQ    | NQ      | [ 19 ] |

### Łucznictwo
| Zawodnik                                              | Konkurencja       | Runda rankingowa | Runda rankingowa | 1/64             | 1/32             | 1/16             | 1/8                     | Ćwierćfinały       | Półfinały        | Finał            | Finał   | Źródło               |
| Zawodnik                                              | Konkurencja       | Wynik            | Miejsce          | Przeciwnik Wynik | Przeciwnik Wynik | Przeciwnik Wynik | Przeciwnik Wynik        | Przeciwnik Wynik   | Przeciwnik Wynik | Przeciwnik Wynik | Pozycja | Źródło               |
| ----------------------------------------------------- | ----------------- | ---------------- | ---------------- | ---------------- | ---------------- | ---------------- | ----------------------- | ------------------ | ---------------- | ---------------- | ------- | -------------------- |
| Riau Ega Agatha                                       | indywidualnie (m) | 666              | 15.              | Barnes W 7-1     | Wukie P 5-6      | NQ               | NQ                      | NQ                 | NQ               | NQ               | 17.     | [ 20 ] [ 21 ] [ 22 ] |
| Alviyanto Prastyadi                                   | indywidualnie (m) | 658              | 26.              | Worth P 0-6      | NQ               | NQ               | NQ                      | NQ                 | NQ               | NQ               | 33.     | [ 20 ] [ 21 ] [ 22 ] |
| Arif Dwi Pangestu                                     | indywidualnie (m) | 655              | 32.              | Unruh P 2-6      | NQ               | NQ               | NQ                      | NQ                 | NQ               | NQ               | 33.     | [ 20 ] [ 21 ] [ 22 ] |
| Diananda Choirunisa                                   | indywidualnie (k) | 631              | 40.              | Jager P 2-6      | NQ               | NQ               | NQ                      | NQ                 | NQ               | NQ               | 33.     | [ 23 ] [ 24 ] [ 25 ] |
| Riau Ega Agatha Alviyanto Prastyadi Arif Dwi Pangestu | drużynowo (m)     | 1979             | 7.               | N/A              | N/A              | N/A              | Wielka Brytania · P 0-6 | NQ                 | NQ               | NQ               | 9.      | [ 26 ] [ 27 ]        |
| Riau Ega Agatha Diananda Choirunisa                   | mikst             | 1297             | 15.              | N/A              | N/A              | N/A              | Ellison Brown W 5-4     | Gazoz Anagöz P 2-6 | NQ               | NQ               | 5.      | [ 28 ] [ 29 ]        |

### Pływanie
| Zawodnik             | Konkurencja         | Eliminacje | Eliminacje | Półfinał | Półfinał | Finał | Finał   | Źródło        |
| Zawodnik             | Konkurencja         | Czas       | Miejsce    | Czas     | Miejsce  | Czas  | Miejsce | Źródło        |
| -------------------- | ------------------- | ---------- | ---------- | -------- | -------- | ----- | ------- | ------------- |
| Aflah Fadlan Prawira | 400 m dowolnym (m)  | 3:55,08    | 29.        | N/A      | N/A      | NQ    | NQ      | [ 30 ] [ 31 ] |
| Aflah Fadlan Prawira | 1500 m dowolnym (m) | 15:29,94   | 27.        | N/A      | N/A      | NQ    | NQ      | [ 32 ] [ 33 ] |
| Azzahra Permatahani  | 400 m zmiennym (k)  | 4:54,54    | 16.        | N/A      | N/A      | NQ    | NQ      | [ 34 ] [ 35 ] |

### Podnoszenie ciężarów
| Zawodnik              | Konkurencja     | Rwanie | Rwanie  | Podrzut | Podrzut | Razem  | Pozycja | Źródło |
| Zawodnik              | Konkurencja     | Wynik  | Pozycja | Wynik   | Pozycja | Razem  | Pozycja | Źródło |
| --------------------- | --------------- | ------ | ------- | ------- | ------- | ------ | ------- | ------ |
| Eko Yuli Irawan       | -61 kg mężczyzn | 137 kg | 2.      | 165 kg  | 2.      | 32 kg  | srebro  | [ 36 ] |
| Deni                  | -67 kg mężczyzn | 135 kg | 9.      | 166 kg  | 9.      | 301 kg | 9.      | [ 36 ] |
| Rahmat Erwin Abdullah | -73 kg mężczyzn | 152 kg | 6.      | 190 kg  | 2.      | 342 kg | brąz    | [ 36 ] |
| Windy Cantika Aisah   | -49 kg kobiet   | 84 kg  | 4.      | 110 kg  | 3.      | 194 kg | brąz    | [ 36 ] |
| Nurul Akmal           | +87 kg kobiet   | 115 kg | 5.      | 141 kg  | 5.      | 256 kg | 5.      | [ 36 ] |

### Surfing
| Zawodnik  | Konkurencja | Eliminacje | Eliminacje | Eliminacje | Eliminacje | 1/8 finału               | Ćwierćfinał      | Półfinał         | Finał/3 miejsce  | Pozycja | Źródło |
| Zawodnik  | Konkurencja | Runda 1    | Runda 1    | Runda 2    | Runda 2    | 1/8 finału               | Ćwierćfinał      | Półfinał         | Finał/3 miejsce  | Pozycja | Źródło |
| Zawodnik  | Konkurencja | Wynik      | Miejsce    | Wynik      | Miejsce    | Przeciwnik Wynik         | Przeciwnik Wynik | Przeciwnik Wynik | Przeciwnik Wynik | Pozycja | Źródło |
| --------- | ----------- | ---------- | ---------- | ---------- | ---------- | ------------------------ | ---------------- | ---------------- | ---------------- | ------- | ------ |
| Rio Waida | mężczyźni   | 9,96       | 3.         | 11,53      | 2.         | Igarashi P (14,00-12,00) | NQ               | NQ               | NQ               | 9.      | [ 37 ] |

### Strzelectwo
| Zawodnik             | Konkurencja                         | Kwalifikacje | Kwalifikacje | Finał | Finał   | Źródło        |
| Zawodnik             | Konkurencja                         | Wynik        | Pozycja      | Wynik | Pozycja | Źródło        |
| -------------------- | ----------------------------------- | ------------ | ------------ | ----- | ------- | ------------- |
| Vidya Rafika Toyyiba | karabin pneumatyczny (k)            | 622,0        | 35.          | NQ    | NQ      | [ 38 ] [ 39 ] |
| Vidya Rafika Toyyiba | karabin małokalibrowy 3 postawy (k) | 1137-31x     | 37.          | NQ    | NQ      | [ 40 ] [ 41 ] |

### Wioślarstwo
| Zawodnik                         | Konkurencja | Eliminacje | Eliminacje | Repesaż | Repesaż | Półfinały | Półfinały | Finał   | Finał      | Miejsce | Źródło |
| Zawodnik                         | Konkurencja | Czas       | M.         | Czas    | M.      | Czas      | M.        | Czas    | M.         | Miejsce | Źródło |
| -------------------------------- | ----------- | ---------- | ---------- | ------- | ------- | --------- | --------- | ------- | ---------- | ------- | ------ |
| Mutiara Rahma Putri Melani Putri | LW2x        | 7:52,57    | 6.         | 8:03,19 | 6.      | N/A       | N/A       | 7:05,82 | 5. Finał C | 17.     | [ 42 ] |